# Two Worlds
Two Worlds es un videojuego de rol desarrollado por Reality Pump para Xbox 360 y PC. Fue lanzado el 9 de mayo de 2007.
El juego ha vendido en E.U.A +420.000 y en Europa ha vendido +295.600 y en Japón 180.000, con la puntuación de 8.1/10, en total el juego ha vendido casi 900.000 unidades por todo el mundo, con un 8.1/10 y en E3 GAMES 7.6/10, entrando en competición contra títulos como The Elder Scrolls IV: Oblivion.

## Historia
El mundo cambió cuando Aziraal, el dios de la guerra, murió en la Gran Batalla hace mucho tiempo. Las hordas de orcos perdieron a su líder divino y se vieron obligados a retirarse a las tierras baldías del sur. Ahora, miles de años más tarde, la ubicación de la tumba de Aziraal se desconoce, bien oculta por los otros dioses que no se atrevieron a confiar el secreto a los simples mortales. 
Ahora la paz entre las razas civilizadas y las hordas está en juego: una expedición minera de enanos descubrió un antiguo templo dedicado a una deidad sin nombre, posiblemente Aziraal. Una guerra silenciosa ya ha comenzado y pronto se enciende el fuego de la santa cruzada de los Orcos. Sin embargo, el verdadero peligro radica en otro lugar, tejiendo un complot secreto de miedo y destrucción.  
La historia de "Two Worlds" comienza en una época desgarrada por la guerra. Los Orcos han llegado a la orilla sur del río Gon y están amenazando el Reino de Cathalon. Mientras esto sucede, el héroe, un cazador de recompensas errante, está en busca de su hermana, a quien no ha visto desde su secuestro hace tres años. Ahora ha llegado el momento para tratar de comprender las poderosas fuerzas del juego y para aprender a usarlas. Esta es la única manera en que el héroe puede sobrevivir y obtener las respuestas a las preguntas en su alma: ¿Quién está detrás del secuestro? ¿Verá a su hermana otra vez? ¿Dónde está la tumba de Aziraal? y ¿qué papel misterioso tiene que jugar? ¿Aprenderá la naturaleza de una sombra que casi lo mata en la ciudad? ¿Va a saber lo que pasó con sus amigos?. Y por último, ¿qué hará con el poder de elegir sólo uno de los dos mundos? 

## Razas
- Enanos: La raza de los enanos es jactanciosa, pero la gran guerra de los dioses les costó muy caro; ahora tienen sólo una sombra del poder que poseían. Los enanos están concentradas en y alrededor de la ciudad-montaña bien oculta de Yarmalin, en su territorio del norte. Allí, al norte, las escarpadas montañas dificultan a cualquier otra raza de acceder a su nuevo dominio, pero la fortaleza enana de ex Tharbakin está ahora en manos humanas. Nadie sabe mucho de los acontecimientos en Yarmalin. Rara vez la información sale de la ciudad. Se rumorea que la Gran Guerra de los Dioses, asestó un golpe terrible para el corazón de la nación enana. La manera disciplinada de la cultura enana refleja lo eterno y reglas inmutables. Esta raza guerrera de las altas montañas del norte fue una vez fue muy disciplinada, con una fuerte estructura de mando pero hoy en día la lucha de clanes entre sí y la atmósfera es de desconfianza. Sin embargo nunca debes cometer el error de subestimarles. El poder de combate de los enanos sigue siendo dinámico y contundente.

- Humanos: Los seres humanos habitan en el Reino de Cathalon. Su ciudad capital, que lleva el nombre del reino, se encuentra en el corazón de Cathalon. La gran guerra de los dioses parece haber tenido un pésimo efecto en el poder de los Enanos y los Elfos, puesto que su influencia está disminuyendo, en fuerte contraste con los humanos, una raza que está en camino a consolidarse como la más poderosa del mundo conocido. No es que los humanos lo tenían más fácil que los otros después de la gran guerra... pero en comparación con el Reino muy debilitado de los enanos, elfos y serpientes, Cathalon es una tierra próspera. La Gran Guerra de los Dioses también afectó las fronteras entre las razas. Antes de la carnicería, los seres humanos vivían en los alrededores de la ciudad de Oswaroth, al este de Cathalon, pero la guerra hizo que lo que era el hogar de muchos seres humanos sea ahora totalmente inhabitable. Incluso hoy en día, vapores venenosos se encuentran sobre la superficie del paisaje estéril, haciendo imposible el asentamiento. Las únicas criaturas que parecen haber desarrollado inmunidad a estos gases son los monstruos - y hay hordas de ellos en y alrededor de Oswaroth. La ciudad real, joven y vibrante de Cathalon está situada en las orillas del río Gon. Un cruce de rutas comerciales y vías navegables. Ciudades individuales en el reino conservan su autonomía y tienen su propio casco de la Guardia. Los impuestos a pagar a estos pueblos Cathalon son suficientes para provocar protestas ocasionales. En las emergencias, la Guardia Real protege a las ciudades satélite. Por un lado, la Guardia es vista como refuerzos de bienvenida contra los enemigos, pero la Guardia Real y la tensión entre los ciudadanos parecen ir mano a mano en la ciudad satélite donde la Guardia está temporalmente estacionada. Sin embargo, los ciudadanos orgullosos y enérgicos de Cathalon están satisfechos con el desarrollo relativamente rápido de su reino. La mancha sin rostro, que parece estar llegando Cathalon desde el este dice que es omnipresente en Antaloor y cada vez más fuerte por momentos. La mancha y la fuerza creciente de las tribus bárbaras y los Orcos hacen la vida cada vez más difícil, no sólo para los habitantes de Cathalon. Más y más refugiados del campo están huyendo a las ciudades para la protección y las rutas comerciales ya no son seguras. Los únicos que no se quejan son los mercenarios y los cazadores de recompensas que tienen mucho trabajo por hacer. Parece que Cathalon está a punto de experimentar uno de los períodos más oscuros de su historia relativamente joven.

- Groms: Estas tribus bárbaras salvajes son una amenaza para la vida de los viajeros a lo largo de Antaloor. Como combatiente, el Groms no se puede comparar a los orcos, pero no se les debe subestimar. Las tribus viven en chozas y están muy bien organizados. Están dirigidas por los chamanes, algunos de los cuales se puede encontrar en cada tribu.

- Orcos: Esta orgullosa raza guerrera sufrió más los efectos de la Gran Guerra que cualquiera de las otras razas. El destierro del dios rebelde Aziraal por los otros dioses no sólo los privó de su señor - también perdieron la fe en sus propias capacidades y estaban casi totalmente exterminados cuando huyeron al sur. Fue allí que la cultura de los Orcos se hundió en la oscuridad total durante el transcurso de los siglos. Dividida en clanes pequeños, que no tenía tiempo para las alianzas, debido a luchas internas y las luchas de poder, la raza de los Orcos parecía condenada a una muerte gradual. No tenían las estructuras políticas y no mantiene relaciones diplomáticas con otras razas. Esta actitud pronto puede llegar a ser  un problema terrible. Tras siglos de batallas entre clanes en los pantanos, se han endurecido. Los viejos valores como el coraje y determinación han regresado. En su fanatismo, la crueldad de guerra y determinación de estos guerreros está a la par con su adoración sin límites por Aziraal. El más observador entre las otras razas ya están proclamando que la era de la paz por fin está terminada, pero la mayoría todavía opta por ignorar estas advertencias, por una razón u otra? que no pueden ignorar que los ataques son cada vez más audaces Orcos - en Cathalon? s vasto interior, incluso hay rumores de comandos Orco acoso de la Guardia Real ...

- Elfos: Los elfos no son muy populares con las otras razas - se piensa que son descaradamente arrogantes. Sin embargo, las otras razas los respetan, aunque a regañadientes. Incluso los Orcos admiran a los elfos. Después de la Gran Guerra de los Dioses, los elfos poblaron las islas al noroeste de Cathalon - y, desde entonces, no han tenido nada que ver con asuntos del continente. Gracias a esta tendencia a la reclusión, no se sabe mucho acerca de los Elfos -  abundan los rumores  - y el más popular es que sólo se preocupan de sus propias obras, como erigir un monumento tras otro a sus acciones heroicas durante la Gran Guerra de los Dioses. Si encuentras un elfo o dos en el continente, probablemente sean empleados como mercenarios o están en alguna misión secreta.

- Las Serpientes: viven en una península al sudoeste de Cathalon. Estos seres serpiente desconfían de todas las otras razas y este sentimiento es mutuo. Durante la Gran Guerra las serpientes lucharon contra el mismo enemigo de los elfos, los enanos y los humanos. Sin embargo, nunca se decidieron a formar una alianza con estas otras razas. Una gran parte del territorio de serpientes se perdió en el océano durante la guerra devastadora. Hoy en día, Ashos es la ciudad más importante de las Serpientes. Se encuentra en la península en el delta del río Gon y se rumorea que tienen conexiones secretas de las tierras de la Serpiente hundidas. Ashos es un puerto bullicioso, con mar y puertos fluviales. Esto hace que sea un importante centro comercial de mercancía de todo tipo.

## Aumentos
- Aumento espiritual.
- Aumento venenoso.
- Aumento de fuego.
- Aumento de frío.
- Aumento de relámpago.

## Magias
- Agua: afecta principalmente a los hechizos helados, que paralizan a tu oponente o causan la muerte por congelación.

- Tierra: verdaderamente versátil; va desde una erupción de la Tierra con efectos devastadores a hechizos de sanación.

- Aire: permite atacar a tus enemigos con ondas de choque y relámpagos.

- Fuego: los hechizos de fuego pueden quemar a grupos enteros de enemigos.

- Nigromancia: arte de la magia prohibida. Aprende a controlar a los muertos vivientes, poner maldiciones y  efectos duraderos sobre la muerte de enemigos.